# مبونای آبی خاکستری
مبونای آبی خاکستری با نام علمی Pseudotropheus) johannii ) یا یک گونه ماهی آب شیرین آفریقایی از خانواده سیچلایدها است.  

## پراکندگی و زیستگاه
این گونه بومی مناطق ساحلی در شرق و خط ساحلی موزامبیک در دریاچه مالاوی ، جنوب چوانگا است.   این گونه در دنیای ماهیهای زینتی و صنعت آکواریوم ماهی شناخته شده ای است و اغلب در آکواریوم هایی که گونه های مختلفی از سیچلایدها هستند نگهداری می شود.   در تجارت آکواریوم و ماهیهای زینتی، این گونه به نام جوهانی آبی برقی  نیز شاخته می شود.  

## نامگذاری
نام خاص این ماهی، از نام آلمانی Johan و نام انگلیسی John گرفته شده است و به افتخار شخصی بنام جان جونز (John Johns) که بکار جمع آوری ماهی از دریاچه مالاوی برای تجارت آکواریوم مشغول بود گرفته شده است. 

## همچنین ببینید
- لیست گونه های ماهی آکواریومی آب شیرین